# Tour de Catar 2014
La 13.ª edición del Tour de Catar tuvo lugar del 9 al 14 de febrero de 2014 con un recorrido de 714,5 km  entre Al Wakrah y Doha.
La carrera formó parte del UCI Asia Tour 2013-2014, dentro de la categoría 2.HC (máxima categoría de estos circuitos).

## Equipos participantes
Tomaron parte en la carrera 19 equipos: 13 equipos de categoría UCI ProTour; 4 de categoría Profesional Continental y 1 de categoría Continental. Formando así un pelotón de con 152 ciclistas, con 8 corredores cada equipo.
| N.º     | Equipo                                     | Cód. UCI | Categoría               |
| ------- | ------------------------------------------ | -------- | ----------------------- |
| 1-8     | Omega Pharma-Quick Step Cycling Team       | OPQ      | UCI ProTeam             |
| 11-18   | Trek Factory Racing                        | TFR      | UCI ProTeam             |
| 21-28   | Lotto-Belisol                              | LTB      | UCI ProTeam             |
| 31-38   | BMC Racing Team                            | BMC      | UCI ProTeam             |
| 41-48   | Belkin-Pro Cycling Team                    | BEL      | UCI ProTeam             |
| 51-58   | FDJ.fr                                     | FDJ      | UCI ProTeam             |
| 61-68   | Team Sky                                   | SKY      | UCI ProTeam             |
| 71-78   | Astana Pro Team                            | AST      | UCI ProTeam             |
| 81-88   | Katusha                                    | KAT      | UCI ProTeam             |
| 91-98   | Cannondale Pro Cycling                     | CAN      | UCI ProTeam             |
| 101-110 | IAM Cycling                                | IAM      | Profesional Continental |
| 111-118 | Orica GreenEDGE                            | OGE      | UCI ProTeam             |
| 121-128 | Tinkoff-Saxo                               | TCS      | UCI ProTeam             |
| 131-138 | Team NetApp-Endura                         | TNE      | Profesional Continental |
| 141-147 | AG2R La Mondiale                           | ALM      | UCI ProTeam             |
| 151-158 | Topsport Vlaanderen-Baloise                | TSV      | Profesional Continental |
| 161-168 | UnitedHealthcare Professional Cycling Team | UHC      | Profesional Continental |
| 171-178 | Bardiani Valvole-CSF Inox                  | BAR      | Profesional Continental |
| 181-188 | Sky Dive Dubai                             | SKD      | Continental             |

## Etapas

### Etapa 1, 09-02-2014:Al Wakrah–Dukhan Beach, 135,5 km
|   | Ciclista                 | Equipo                  | Tiempo          |
| - | ------------------------ | ----------------------- | --------------- |
| 1 | Niki Terpstra            | Omega Pharma-Quick Step | 3 h 13 min 42 s |
| 2 | Jürgen Roelandts         | Lotto-Belisol           | a 1 s           |
| 3 | Michael Schär            | BMC Racing Team         | m.t.            |
| 4 | Martin Elmiger           | IAM                     | m.t.            |
| 5 | Guillaume Van Keirsbulck | Omega Pharma-Quick Step | a 7 s           |

|   | Ciclista           | Equipo                  | Tiempo          |
| - | ------------------ | ----------------------- | --------------- |
| 1 | Niki Terpstra      | Omega Pharma-Quick Step | 3 h 13 min 26 s |
| 2 | Jürgen Roelandts   | Lotto-Belisol           | a 9 s           |
| 3 | Michael Schär      | BMC Racing Team         | a 12 s          |
| 4 | Martin Elmiger     | IAM                     | a 17 s          |
| 5 | Alexander Kristoff | Katusha                 | a 21 s          |

### Etapa 2, 10-02-2014:Camel Race Track–Al-Khor Corniche, 160,5 km
|   | Ciclista         | Equipo                  | Tiempo       |
| - | ---------------- | ----------------------- | ------------ |
| 1 | Tom Boonen       | Omega Pharma-Quick Step | 3h 30min 08s |
| 2 | Michael Mørkøv   | Tinkoff-Saxo            | mt.          |
| 3 | Jürgen Roelandts | Lotto Belisol           | mt.          |
| 4 | Andrew Fenn      | Omega Pharma-Quick Step | mt.          |
| 5 | Matti Breschel   | Tinkoff-Saxo            | mt.          |

|   | Ciclista         | Equipo                  | Tiempo          |
| - | ---------------- | ----------------------- | --------------- |
| 1 | Niki Terpstra    | Omega Pharma-Quick Step | 6 h 43 min 30 s |
| 2 | Jürgen Roelandts | Lotto Belisol           | a 5 s           |
| 3 | Tom Boonen       | Omega Pharma-Quick Step | a 14 s          |
| 4 | Michael Mørkøv   | Tinkoff-Saxo            | a 20 s          |
| 5 | Marcel Sieberg   | Lotto Belisol           | a 26 s          |

### Etapa 3, 11-02-2014:Lusail Circuit–Lusail Circuit, 10,9 km (CRI)
|   | Ciclista          | Equipo                  | Tiempo      |
| - | ----------------- | ----------------------- | ----------- |
| 1 | Michael Hepburn   | Orica GreenEDGE         | 13 min 28 s |
| 2 | Lars Boom         | Belkin                  | a 1 s       |
| 3 | Daniele Bennati   | Tinkoff-Saxo            | a 6 s       |
| 4 | Fabian Cancellara | Trek Factory Racing     | mt.         |
| 5 | Niki Terpstra     | Omega Pharma-Quick Step | a 8 s       |

|   | Ciclista         | Equipo                  | Tiempo          |
| - | ---------------- | ----------------------- | --------------- |
| 1 | Niki Terpstra    | Omega Pharma-Quick Step | 6 h 43 min 30 s |
| 2 | Jürgen Roelandts | Lotto Belisol           | a 21 s          |
| 3 | Lars Boom        | Belkin                  | a 24 s          |
| 4 | Tom Boonen       | Omega Pharma-Quick Step | a 28 s          |
| 5 | Ian Stannard     | Sky                     | a 35 s          |

### Etapa 4, 12-02-2014:Dukhan–Mesaieed, 135 km
|   | Ciclista      | Equipo                  | Tiempo          |
| - | ------------- | ----------------------- | --------------- |
| 1 | Tom Boonen    | Omega Pharma-Quick Step | 2 h 22 min 34 s |
| 2 | André Greipel | Lotto Belisol           | mt.             |
| 3 | Barry Markus  | Belkin                  | mt.             |
| 4 | Aidis Kruopis | Orica GreenEDGE         | mt.             |
| 5 | Sam Bennett   | NetApp-Endura           | mt.             |

|   | Ciclista                 | Equipo                  | Tiempo          |
| - | ------------------------ | ----------------------- | --------------- |
| 1 | Niki Terpstra            | Omega Pharma-Quick Step | 9 h 19 min 38 s |
| 2 | Tom Boonen               | Omega Pharma-Quick Step | a 17 s          |
| 3 | Jürgen Roelandts         | Lotto Belisol           | a 20 s          |
| 4 | Ian Stannard             | Sky                     | a 37 s          |
| 5 | Guillaume Van Keirsbulck | Omega Pharma-Quick Step | a 47 s          |

### Etapa 5, 13-02-2014:Al Zubara Fort–Madinat Al Shamal, 159 km
|   | Ciclista        | Equipo          | Tiempo          |
| - | --------------- | --------------- | --------------- |
| 1 | André Greipel   | Lotto Belisol   | 3 h 48 min 53 s |
| 2 | Aidis Kruopis   | Orica GreenEDGE | mt.             |
| 3 | Theo Bos        | Belkin          | mt.             |
| 4 | Daniele Bennati | Tinkoff-Saxo    | mt.             |
| 5 | Matteo Pelucchi | IAM Cycling     | mt.             |

|   | Ciclista         | Equipo                  | Tiempo           |
| - | ---------------- | ----------------------- | ---------------- |
| 1 | Niki Terpstra    | Omega Pharma-Quick Step | 13 h 08 min 31 s |
| 2 | Tom Boonen       | Omega Pharma-Quick Step | a 17 s           |
| 3 | Jürgen Roelandts | Lotto Belisol           | a 20 s           |
| 4 | Ian Stannard     | Sky                     | a 37 s           |
| 5 | Michael Mørkøv   | Tinkoff-Saxo            | a 48 s           |

### Etapa 6, 14-02-2014:Sealine Beach Resort–Doha, 113,5 km
|   | Ciclista              | Equipo                  | Tiempo          |
| - | --------------------- | ----------------------- | --------------- |
| 1 | Arnaud Démare         | FDJ.fr                  | 2 h 45 min 06 s |
| 2 | Daniele Bennati       | Tinkoff-Saxo            | mt.             |
| 3 | Bernhard Eisel        | Team Sky                | mt.             |
| 4 | Tom Boonen            | Omega Pharma-Quick Step | mt.             |
| 5 | Lucas Sebastián Haedo | Sky Dive Dubai          | mt.             |

|   | Ciclista         | Equipo                  | Tiempo           |
| - | ---------------- | ----------------------- | ---------------- |
| 1 | Niki Terpstra    | Omega Pharma-Quick Step | 15 h 53 min 37 s |
| 2 | Tom Boonen       | Omega Pharma-Quick Step | a 17 s           |
| 3 | Jürgen Roelandts | Lotto Belisol           | a 20 s           |
| 4 | Ian Stannard     | Sky                     | a 37 s           |
| 5 | Michael Mørkøv   | Tinkoff-Saxo            | a 48 s           |

## Clasificaciones finales

### Clasificación general
| Posición | Ciclista                 | Equipo                  | Tiempo           |
| -------- | ------------------------ | ----------------------- | ---------------- |
|          | Niki Terpstra            | Omega Pharma-Quick Step | 15 h 53 min 37 s |
| 2        | Tom Boonen               | Omega Pharma-Quick Step | a 17 s           |
| 3        | Jürgen Roelandts         | Lotto Belisol           | a 20 s           |
| 4        | Ian Stannard             | Sky                     | a 37 s           |
| 5        | Michael Mørkøv           | Tinkoff-Saxo            | a 48 s           |
| 6        | Marcel Sieberg           | Lotto Belisol           | a 56 s           |
| 7        | Guillaume Van Keirsbulck | Omega Pharma-Quick Step | a 57 s           |
| 8        | Stijn Vandenbergh        | Omega Pharma-Quick Step | a 1 m 05 s       |
| 9        | Andrew Fenn              | Omega Pharma-Quick Step | a 1 m 18 s       |
| 10       | André Greipel            | Lotto Belisol           | a 1 m 23 s       |

### Clasificación de los sprints
| Posición | Ciclista         | Equipo                  | Puntos |
| -------- | ---------------- | ----------------------- | ------ |
|          | Tom Boonen       | Omega Pharma-Quick Step | 50     |
| 2        | Niki Terpstra    | Omega Pharma-Quick Step | 38     |
| 3        | Jürgen Roelandts | Lotto-Belisol           | 34     |

### Clasificación de los jóvenes
| Posición | Ciclista                 | Equipo                  | Tiempo           |
| -------- | ------------------------ | ----------------------- | ---------------- |
|          | Guillaume Van Keirsbulck | Omega Pharma-Quick Step | 15 h 54 min 34 s |
| 2        | Andrew Fenn              | Omega Pharma-Quick Step | a 21 s           |
| 3        | Arnaud Démare            | FDJ.fr                  | a 46 s           |

### Clasificación por equipos
| Posición | Equipo                  | Tiempo           |
| -------- | ----------------------- | ---------------- |
|          | Omega Pharma-Quick Step | 47 h 42 min 27 s |
| 2        | Tinkoff-Saxo            | a 36 s           |
| 3        | Lotto-Belisol           | a 1 min 37 s     |

## Evolución de las clasificaciones
| Etapa (Vencedor)                  | Clasificación general | Clasificación por puntos | Clasificación de los jóvenes | Clasificación por equipos |
| --------------------------------- | --------------------- | ------------------------ | ---------------------------- | ------------------------- |
| 1.ª etapa (Niki Terpstra)         | Niki Terpstra         | Niki Terpstra            | Sam Bennett                  | Omega Pharma-Quick Step   |
| 2.ª etapa (Tom Boonen)            | Niki Terpstra         | Niki Terpstra            | Andrew Fenn                  | Omega Pharma-Quick Step   |
| 3.ª etapa (CRI) (Michael Hepburn) | Niki Terpstra         | Niki Terpstra            | Guillaume Van Keirsbulck     | Omega Pharma-Quick Step   |
| 4.ª etapa (Tom Boonen)            | Niki Terpstra         | Tom Boonen               | Guillaume Van Keirsbulck     | Omega Pharma-Quick Step   |
| 5.ª etapa (André Greipel)         | Niki Terpstra         | Tom Boonen               | Guillaume Van Keirsbulck     | Omega Pharma-Quick Step   |
| 6.ª etapa (Arnaud Démare)         | Niki Terpstra         | Tom Boonen               | Guillaume Van Keirsbulck     | Omega Pharma-Quick Step   |
| Clasificación final               | Niki Terpstra         | Tom Boonen               | Guillaume Van Keirsbulck     | Omega Pharma-Quick Step   |